# Agustín Cárdenas Alfonso
Agustín Cárdenas Alfonso (Cárdenas, Matanzas, Cuba, 10 de abril de 1927 - La Habana, Cuba, 9 de febrero de 2001) fue un pintor y escultor cubano. Realizó estudios desde 1943 en la Escuela Nacional de Bellas Artes “San Alejandro”, La Habana, Cuba y se graduó en 1949. Desde 1951 a 1955 fue miembro de la Asociación de Grabadores de Cuba (AGC), La Habana. De 1953 a 1955 fue miembro del Grupo “Los Once”, La Habana, Cuba. En 1955 obtuvo una beca para estudiar en París y allí tiene lugar su etapa más creativa y en la que se consolida como profesional.
En 1957 se integró al Movimiento Surrealista, París, Francia y en 1965 logra alcanzar el Premio de la Bienal de París en 1965. Trabajó con diferentes materiales para diseñar sus esculturas las que se dividen en tres etapas fundamentales de su obra: en la primera trabaja con la madera, le seguiría el mármol, el granito y el basalto, y en la tercera trabaja fundamentalmente con el bronce. Obtuvo en 1995 el Premio Nacional de Artes Plásticas de La Habana. Algunas de sus obras se encuentran emplazadas en importantes lugares del mundo.

## Exposiciones Personales
Entre sus exposiciones personales más significativas podemos mencionar
En 1952 "Pintura Ávila Escultura Cárdenas". Palacio de los Trabajadores, La Habana, Cuba. Diez años más tarde en 1962 se presentó en la Richard Feigen Gallery, Chicago, Illinois, EE. UU. y en la Galerie Du Dragon, París, Francia. En 1971 "Cárdenas", Galleria Lorenzelli, Bérgamo, Italia. En 1987 mostró sus obras en Corea Gallery, Seúl, Corea. En el año 1993 se inaugura"Agustín Cárdenas". Museo Nacional de Bellas Artes, La Habana, Cuba. En 2002 "Desires and Grace" Haim Chanin Fine Arts, Nueva York, EE. UU.
Desde el 6 de febrero hasta el 10 de julio de 2020, la Casa de la América Latina en París, le consagra una exposición personal a la obra gráfica, obras en papel y esculturas de Agustín Cárdenas bajo el título "Cárdenas, mon ombre après minuit".

## Exposiciones Colectivas
Participó en múltiples exposiciones colectivas entre las que encuentran:
En 1950 IV Exposición Nacional de Pintura, Escultura y Grabado. Centro Asturiano, La Habana, Cuba. En1961 IIème Biennale de Paris. Musée d’Art Moderne de la Ville de Paris. En el año 1965 participa en Bienal Internacional. Tokio, Japón. En el año 2000 "Tono a tono". Exposición de Arte Abstracto. Salón de la Solidaridad, Hotel Habana Libre Tryp, La Habana, Cuba.

## Premios
Entre los premios y distinciones alcanzados durante su carrera se encuentran el recibido en 1953 Segundo Premio. VI Salón Nacional de Pintura y Escultura, Salones del Capitolio Nacional, La Habana,Cuba.
En 1955 le otorgan la Medalla de Plata. XXXVII Salón de Bellas Artes. Círculo de Bellas Artes, La Habana,Cuba. En 1976 Orden Nacional del Arte y de las Letras, Francia y el Premio de la Bienal de Fujisankey,
Hakone Open Air Museum, Fujisankey, Japón. En el año 1995 lo nombran Premio Nacional de Artes Plásticas. Ministerio de Cultura, Cuba.

## Obra en Colección
Su Trabajo forma parte de importantes colecciones del mundo colecciones.
En Francia se encuentra en el CNAC, París, el Musée d’Art et d’Industrie, Saint Etienne, Francia. También se encuentra en el Hakone Open Air Museum, Hakone, Japón. En el Musée d’Art Contemporain, Argel, Argelia, en el Musée d’Art Contemporain, Montreal, Canadá, en el Musée d’Art Moderne, Tel Aviv, Israel.
En el continente americano pueden encontrarse sus obras en el Museo de Bellas Artes, Caracas, Venezuela, y el Museo Nacional de Bellas Artes, La Habana, Cuba

## Exposiciones
1954 La Habana, en el salón de Plástica Contemporánea. 

1956 París, en Gallery L´Etoile Scellée. Galerie Suzanne de Connink y en el Salon de la Jeune Sculpture.

1957 París, en Hommage de la Sculpture a Brancusi, Galerie Suzanne de Connink y en el Salon de la Jeune Sculpture, Realites Nouvelles.

1959 París, Cinq Jeunes Sculpteurs de L'Ecole, Exposición internacional de Surrealismo,Galerie Daniel Cordier; Salon de la Jeune Sculpture, Réalités Nouvelles y en el Salon de Mai.

1960 París, Cent Sculpteurs de Daumier a nos Jours. Musée de Saint Etienne. Salon de la Jeune Sculpture, Réalités Nouvelles. Salon de Mai.

1961 París, en el Art Cubain Contemporain. Gallerie du Dragon, Salon de la Jeune Sculpture, Réalités Nouvelles. Salon de Mai,New York, Exposition Internacionale du Surréalisme. D´Arcy Gallery.
1962 Londres, en el Hannover Gallery, Sculpteurs d'Aujourd'hui. Galeríe Blumenthal, L'Object. Musée des Arts Décoratifs, Un Demi Siècle de Sculpture, Gallery du Cercle.

1963 París Salon de la Jeune Sculpture, Réalités Nouvelles. Salon de Mai, Exposition de l'Art latino Américain. Musée National d´Art Moderne.

1964 París, Monparnasse haute. Margarete Lauter Galerie, Mannheim; Salon de la Jeune Sculpture, Réalités Nouvelles. Salon de Mai,. Exposition de l´Art latino Americain. Musée National d'Art Moderne.
.
1965 Tokyo, Internationale Bienale, Paris, Biennale de Sculpture, Antwerp. Babel 65. Musée National d'Art Moderne Exposition Internationale du Surréalisme. Galerie de l´Œil, Le Main. Galerie Claude Bernard; Salon de la Jeune Sculpture; Salon de Mai, Exposition de l'Art latino Américain. Musée National d´Art Moderne.

1966 París, Un Sculpteur et Neuf Peintres Cubains. Galerie Saint Saint Germain; Salon de la Jeune Sculpture; Salon de Mai, Ecole de París, Frankfurt.

1967 Italy, Biennale de Carrara,París,Le Jardin de La Sculpture. Relais de Vaux-de-Cernag-Yvelines; Salon de la Jeune Sculpture; Salon de Mai.

1968 París,Surrealistics Exhibition "Princip slati",Czechoslovakia; Salon de la Jeune Sculpture; Salon de Mai.

1969 Italy, Biennale de Carrara.París, Avignon Festival Bienale de Sculpture, Antwerp. Depois Rodin. Musée de Saint-Germain en Laye; Salon de la Jeune Sculpture; Salon de Mai.

1970 Rouen, Sculpture dans le Cité, Rome, Sculpture á Ciel Ouvert. Macon, Visione 24, Huitième Biennale, Menton. Surrealism? Moderna Museum, Stockholm; Salon de la Jeune Sculpture; Salon de Mai. 

1976 Madrid, en la exposición: Formas en el espacio; Galería Theo.

1980 Japan, Collective Exhibition.

1985 París,FIAC.Tarbes,France, Hommage á Alicia Penalba. 

1986 Collioure, France, Exposition International de Sculpture Contemporaine.

1987 England,Yorkshire Open Air Museum.

1988 Paris, Autour d´Edouard Glissant. Galerie du Dragon.

1989 Italia, Sculpire. Carrara and Pietrasanta, Caracas Galería Durban; Paris, Salon de Mars.

1990 Paris, J.G.M. Galerie; Salon de Mars,Venezuela, Figuración, fabulación. Museo de Bellas Artes de Caracas.

1992 Paris, J.G.M. Galerie.

1993 Miami,IAM.

1996 La Habana, La Magia del Volumen. Casa de las Américas.

- Datos: Q2748887
- Multimedia: Agustín Cárdenas / Q2748887